# 阮可强
阮可强（1932年12月19日—2017年4月29日），原籍浙江省慈溪县，生于上海。核反应堆物理、核安全专家。1995年当选为中国工程院院士。

## 生平
1950年，进清华大学机械工程系学习。1951年至1958年在苏联学习，毕业于苏联莫斯科动力学院。大学毕业后一直在核工业部门工作。曾任中国原子能科学研究院研究员，中国核工业集团公司科学技术委员会副主任，国家环境保护总局核环境专家委员会副主任，中国核学会副理事长。曾任国家“863”计划能源领域第三届专家委员会首席科学家。
2017年4月29日0时33分，在北京逝世。

## 荣誉
- 1986年，获中国国家科技进步一等奖。
- 1995年，当选为中国工程院院士。